# Lista de séries de televisão da TV Globo
As séries de televisão da TV Globo estão relacionados nesta lista, que apresenta: data de início, data do final e quantidade de capítulos das obras exibidas.

## Séries por ordem de exibição
- ‡ Indica série disponível em formato original no Globoplay.
- § Indica série parcialmente disponível no Globoplay.

### Década de 1960
| # | Título                  | Início              | Término              | Cap. | Temp. | Autoria                                | Direção               | Ref.  |
| - | ----------------------- | ------------------- | -------------------- | ---- | ----- | -------------------------------------- | --------------------- | ----- |
| 1 | Rua da Matriz †         | 26 de abril de 1965 | 04 de junho de 1965  | 06   | 01    | Lygia Nunes, Hélio Tys, Moysés Weltman | Otávio da Graça Mello | [ 1 ] |
| 2 | 22-2000 Cidade Aberta † | 27 de abril de 1965 | 28 de agosto de 1966 | 30   | 01    | Domingos de Oliveira                   | Victor Lima           | [ 2 ] |
| 3 | TNT †                   | 28 de abril de 1965 | 09 de junho de 1965  | 07   | 01    | Joaquim Assis, Dino Menasche           | Haroldo Costa         | [ 3 ] |

### Década de 1970
| #  | Título                     | Início                | Término                | Cap. | Temp. | Autoria                                                                                                | Direção | Ref.   |
| -- | -------------------------- | --------------------- | ---------------------- | ---- | ----- | --- | --- | ------ |
| 4  | Linguinha x Mr. Yes †      | 11 de outubro de 1971 | 24 de abril de 1972    | 28   | 01    | Arnaud Rodrigues                                                                                       | João Loredo | [ 4 ]  |
| 5  | Shazan, Xerife e Cia. †    | 26 de outubro de 1972 | 01 de março de 1974    | 66   | 01    | Walther Negrão                                                                                         | David Grinberg, João Loredo, Reynaldo Boury                                                                        | [ 5 ]  |
| 6  | A Grande Família           | 26 de outubro de 1972 | 27 de março de 1975    | 112  | 04    | Oduvaldo Vianna Filho, Max Nunes, Armando Costa, Roberto Freire, Paulo Pontes                          | Milton Gonçalves, Paulo Afonso Grisolli                                                                            | [ 6 ]  |
| 7  | Sítio do Picapau Amarelo § | 07 de março de 1977   | 31 de janeiro de 1986  | 1568 | 10    | Wilson Rocha, Marcos Rey, Sylvan Paezzo, Benedito Ruy Barbosa                                          | Geraldo Casé Fábio Sabag                                                                                           | [ 7 ]  |
| 8  | Kika e Xuxu                | 06 de março de 1978   | 14 de abril de 1978    | 29   | 01    | Luís Fernando Veríssimo, Wilson Aguiar Filho                                                           | Marco Aurélio Bagno                                                                                                | [ 8 ]  |
| 9  | Ciranda Cirandinha         | 26 de abril de 1978   | 11 de outubro de 1978  | 07   | 01    | Domingos de Oliveira, Antonio Carlos da Fontoura, Luiz Carlos Maciel, Euclydes Marinho                 | Paulo José, Sérgio Dionísio                                                                                        | [ 9 ]  |
| 10 | Carga Pesada               | 22 de maio de 1979    | 2 de janeiro de 1981   | 54   | 02    | Gianfrancesco Guarnieri, Ferreira Gullar                                                               | Paulo José | [ 10 ] |
| 11 | Malu Mulher                | 24 de maio de 1979    | 22 de dezembro de 1980 | 76   | 02    | Armando Costa, Lenita Plonczynski, Renata Palottini, Doc Comparato, Manoel Carlos, Euclydes Marinho    | Daniel Filho, Paulo Afonso Grisolli, Dennis Carvalho                                                               | [ 11 ] |
| 12 | Plantão de Polícia         | 25 de maio de 1979    | 22 de outubro de 1981  | 80   | 03    | Bráulio Pedroso, Aguinaldo Silva, Doc Comparato, Antônio Carlos Fontoura, Ivan Ângelo, Leopoldo Serran | Daniel Filho, Antônio Carlos Fontoura, José Carlos Pieri, Marcos Paulo, Jardel Mello, Luiz Antônio Piá, Ary Coslov | [ 12 ] |

### Década de 1980
| #  | Título              | Início              | Término                | Cap. | Temp. | Autoria | Direção                                                                                | Ref.   |
| -- | ------------------- | ------------------- | ---------------------- | ---- | ----- | --- | -------------------------------------------------------------------------------------- | ------ |
| 13 | O Bem-Amado         | 22 de abril de 1980 | 09 de novembro de 1984 | 220  | 05    | Dias Gomes | Régis Cardoso, Jardel Mello, Yves Hublet, Mariano Gatti, Oswaldo Loureiro              | [ 13 ] |
| 14 | Amizade Colorida    | 20 de abril de 1981 | 29 de junho de 1981    | 11   | 01    | Armando Costa, Lenita Plonczinski, Bráulio Pedroso, Domingos de Oliveira, Joaquim Assis                                 | Denis Carvalho, Wálter Campos, Ary Coslov, Paulo Afonso Grisolli                       | [ 14 ] |
| 15 | Obrigado, Doutor    | 24 de abril de 1981 | 26 de outubro de 1981  | 24   | 01    | Roberto Freire, Wálter George Durst, Ferreira Gullar, Wálter Negrão, Ivan Ângelo                                        | Wálter Avancini, Antônio Abujamra, Fábio Sabag, Alberto Salva, João Albano, Ary Coslov | [ 15 ] |
| 16 | Mário Fofoca        | 13 de março de 1983 | 03 de junho de 1983    | 17   | 01    | Bráulio Pedroso, Carlos Eduardo Novaes, Expedito Faggioni, Luís Fernando Veríssimo, Cassiano Gabus Mendes               | Régis Cardoso, Adriano Stuart                                                          | [ 16 ] |
| 17 | Armação Ilimitada ‡ | 17 de maio de 1985  | 08 de dezembro de 1988 | 40   | 04    | Antônio Calmon, Patrícia Travassos, Euclydes Marinho, Mauro Rasi, Daniel Más, Maria Carmem Barbosa, Guel Arraes         | Guel Arraes, Ignácio Coqueiro, José Lavigne, Paulo Afonso Grisolli                     | [ 17 ] |
| 18 | Tarcísio & Glória § | 28 de abril de 1988 | 01 de dezembro de 1988 | 13   | 01    | Daniel Filho, Antônio Calmon, Euclydes Marinho                                                                          | Roberto Talma, José Carlos Pieri                                                       | [ 18 ] |
| 19 | Juba & Lula         | 5 de junho de 1989  | 28 de julho de 1989    | 40   | 01    | Ronaldo Santos, Charles Peixoto, Evandro Mesquita, Régis Moreira, Fausto Fawcett, Chacal, Yoya Wursch, Luiz Carlos Góes | Roberto Talma                                                                          | [ 19 ] |

### Década de 1990
| #  | Título                    | Início                 | Término                | Cap.  | Temp. | Autoria | Direção                                                                                         | Ref.   |
| -- | ------------------------- | ---------------------- | ---------------------- | ----- | ----- | --- | ----------------------------------------------------------------------------------------------- | ------ |
| 20 | Delegacia de Mulheres ‡   | 27 de março de 1990    | 25 de julho de 1990    | 17    | 01    | Maria Carmem Barbosa, Patrícya Travassos                                                                                | Wolf Maya, Denise Saraceni, Del Rangel                                                          | [ 20 ] |
| 21 | Retrato de Mulher ‡       | 16 de dezembro de 1992 | 25 de dezembro de 1993 | 10    | 01    | Doc Comparato, Ricardo Linhares, Leilah Assumpção, Alcides Nogueira, Marta Góes, Walcyr Carrasco, Maria Adelaide Amaral | Del Rangel                                                                                      | [ 21 ] |
| 22 | Mundo da Lua              | 04 de janeiro de 1993  | 16 de abril de 1993    | 52    | 01    | Flávio de Souza | Roberto Vignati                                                                                 | [ 22 ] |
| 23 | Casa do Terror            | 30 de abril de 1994    | 7 de maio de 1994      | 02    | 01    | Yoya Wursch, Luiz Carlos Góes, Andréa Maltarolli, Emanuel Jacobina                                                      | Roberto Talma, José Lavigne                                                                     | [ 23 ] |
| 24 | Malhação §                | 24 de abril de 1995    | 3 de abril de 2020     | 6.191 | 27    | vários | vários                                                                                          | [ 24 ] |
| 25 | A Comédia da Vida Privada | 25 de abril de 1995    | 26 de agosto de 1997   | 22    | 03    | vários | vários                                                                                          | [ 25 ] |
| 26 | Malhação de Verão §       | 04 de março de 1996    | 05 de abril de 1996    | 25    | 1     | Emanuel Jacobina | Carlos Magalhães                                                                                | [ 26 ] |
| 27 | A Vida Como Ela É...      | 31 de março de 1996    | 29 de dezembro de 1996 | 40    | 01    | Euclydes Marinho | Daniel Filho                                                                                    | [ 27 ] |
| 28 | Sai de Baixo ‡            | 31 de março de 1996    | 31 de março de 2002    | 241   | 07    | Daniel Filho, Luis Gustavo                                                                                              | vários                                                                                          | [ 28 ] |
| 29 | Caça Talentos §           | 16 de setembro de 1996 | 20 de novembro de 1998 | 515   | 04    | Mauro Wilson | Carlos Magalhães                                                                                | [ 29 ] |
| 30 | A Justiceira ‡            | 02 de abril de 1997    | 02 de julho de 1997    | 12    | 01    | Daniel Filho, Antônio Calmon, Aguinaldo Silva, Doc Comparato                                                            | Daniel Filho, Dennis Carvalho, Vicente Amorim, José Alvarenga Jr.                               | [ 30 ] |
| 31 | Mulher ‡                  | 02 de abril de 1998    | 07 de dezembro de 1999 | 60    | 02    | Álvaro Ramos, Euclydes Marinho, Doc Comparato                                                                           | Daniel Filho, José Alvarenga Júnior, Mário Márcio Bandarra, José Carlos Pieri, Cininha de Paula | [ 31 ] |
| 32 | Sandy & Júnior ‡          | 11 de abril de 1999    | 29 de dezembro de 2002 | 175   | 04    | Maria Carmem Barbosa, Ronaldo Santos                                                                                    | Paulo Silvestrini, João Camargo, Tininha Araújo                                                 | [ 32 ] |
| 33 | Flora Encantada §         | 11 de outubro de 1999  | 17 de março de 2000    | 106   | 01    | Mariana Caltabiano | Rogério Gomes                                                                                   | [ 33 ] |

### Década de 2000
| #  | Título                        | Início                 | Término                | Cap. | Temp. | Autoria | Direção                                                                     | Ref.                 |
| -- | ----------------------------- | ---------------------- | ---------------------- | ---- | ----- | --- | --------------------------------------------------------------------------- | -------------------- |
| 34 | Bambuluá                      | 09 de outubro de 2000  | 30 de dezembro de 2001 | 284  | 02    | Júlio Fischer, Claudia Souto | Marcelo Zambelli, Pedro Vasconcelos, Márcio Trigo                           | [ 34 ]               |
| 35 | Brava Gente §                 | 26 de dezembro de 2000 | 22 de abril de 2003    | 60   | 04    | vários | vários                                                                      | [ 35 ]               |
| 36 | A Grande Família ‡            | 29 de março de 2001    | 11 de setembro de 2014 | 485  | 14    | Cláudio Paiva | Maurício Farias, Mauro Mendonça Filho, Guel Arraes                          | [ 36 ]               |
| 37 | Os Normais ‡                  | 01 de junho de 2001    | 03 de outubro de 2003  | 71   | 03    | Fernanda Young, Alexandre Machado | José Alvarenga Júnior                                                       | [ 37 ]               |
| 38 | Sítio do Picapau Amarelo      | 12 de outubro de 2001  | 07 de dezembro de 2007 | 571  | 07    | Luciana Sandroni, Mariana Mesquita, Cláudio Lobato, Toni Brandão                                                                                      | Roberto Talma, Carlos Manga                                                 | [ 38 ]               |
| 39 | Cidade dos Homens             | 15 de outubro de 2002  | 16 de dezembro de 2005 | 19   | 04    | Fernando Meirelles, Kátia Lund | Fernando Meirelles, Kátia Lund                                              | [ 39 ]               |
| 40 | Carga Pesada §                | 29 de abril de 2003    | 7 de setembro de 2007  | 62   | 05    | Álvaro Ramos, Antônio Fagundes, Ecila Pedroso, George Moura, Ivan Sant'anna, José Carvalho de Azevedo, Leopoldo Serran, Mara Carvalho, Walther Negrão | Roberto Naar                                                                | [ 40 ]               |
| 41 | Sexo Frágil                   | 17 de outubro de 2003  | 06 de agosto de 2004   | 20   | 02    | Cláudio Paiva, Guel Arraes, João Falcão, Marcelo Rubens Paiva, Adriana Falcão, André Laurentino, Flávia Lacerda                                       | João Falcão, Flávia Lacerda                                                 | [ 41 ]               |
| 42 | Cena Aberta                   | 18 de novembro de 2003 | 09 de dezembro de 2003 | 04   | 01    | Jorge Furtado, Guel Arraes, Regina Casé | Guel Arraes                                                                 | [ 42 ]               |
| 43 | Terra dos Meninos Pelados ‡   | 21 de dezembro de 2003 | 11 de janeiro de 2004  | 04   | 01    | Cláudio Lobato | Márcio Trigo                                                                | [ 43 ]               |
| 44 | A Diarista §                  | 13 de abril de 2004    | 31 de julho de 2007    | 119  | 04    | Aloísio de Abreu, Bruno Mazzeo | José Alvarenga Júnior                                                       | [ 44 ]               |
| 45 | Sob Nova Direção ‡            | 18 de abril de 2004    | 08 de julho de 2007    | 124  | 04    | Paulo Cursino | Roberto Farias, Mauro Farias                                                | [ 45 ]               |
| 46 | Os Aspones ‡                  | 05 de novembro de 2004 | 17 de dezembro de 2004 | 07   | 01    | Fernanda Young, Alexandre Machado | José Alvarenga Júnior                                                       | [ 46 ]               |
| 47 | O Pequeno Alquimista ‡        | 26 de dezembro de 2004 | 16 de janeiro de 2005  | 04   | 01    | Mariana Mesquita, Cláudio Lobato, Thereza Falcão | Ulysses Cruz, Márcio Trigo                                                  | [ 47 ]               |
| 48 | Carandiru, Outras Histórias   | 10 de junho de 2005    | 12 de agosto de 2005   | 10   | 01    | Hector Babenco, Victor Navas, Fernando Bonassi | Hector Babenco                                                              | [ 48 ]               |
| 49 | Tecendo o Saber               | 3 de outubro de 2005   | 29 de dezembro de 2005 | 64   | 01    | Vários | Vários                                                                      |                      |
| 50 | Clara e o Chuveiro do Tempo ‡ | 18 de dezembro de 2005 | 8 de janeiro de 2006   | 04   | 01    | Márcio Trigo | Márcio Trigo                                                                | [ 49 ]               |
| 51 | Toma Lá, Dá Cá §              | 29 de dezembro de 2005 | 22 de dezembro de 2009 | 91   | 03    | Miguel Falabella, Maria Carmem Barbosa | Mauro Mendonça Filho                                                        | [ 50 ]               |
| 52 | Minha Nada Mole Vida          | 07 de abril de 2006    | 08 de junho de 2007    | 23   | 03    | Fernanda Young, Alexandre Machado | José Alvarenga Júnior                                                       | [ 51 ]               |
| 53 | Antônia                       | 17 de novembro de 2006 | 19 de outubro de 2007  | 10   | 02    | Cláudia Tajes, Cláudio Galperin, Elena Soarez, Fernando Meirelles, Jorge Furtado, Luciano Moura                                                       | Luciano Moura, Tata Amaral, Roberto Moreira, Fabrizia Pinto, Gisele Barroco | [ 52 ]               |
| 54 | O Sistema                     | 02 de novembro de 2007 | 07 de dezembro de 2007 | 06   | 01    | Fernanda Young, Alexandre Machado, José Lavigne | José Lavigne                                                                | [ 53 ]               |
| 55 | Casos e Acasos                | 03 de abril de 2008    | 18 de dezembro de 2008 | 37   | 01    | Marcius Melhem, Daniel Adjafre | Marcos Schechtman Jayme Monjardim                                           | [ 54 ]               |
| 56 | Dicas de Um Sedutor           | 04 de abril de 2008    | 27 de junho de 2008    | 12   | 01    | José Lavigne, Ricardo Perroni, Rosane Svartman | José Lavigne                                                                | [ 55 ]               |
| 57 | Faça Sua História             | 06 de abril de 2008    | 21 de dezembro de 2008 | 37   | 01    | Geraldo Carneiro | Roberto Talma                                                               | [ 56 ]               |
| 58 | Guerra e Paz                  | 04 de julho de 2008    | 24 de outubro de 2008  | 17   | 01    | Carlos Lombardi | Roberto Talma                                                               | [ 57 ]               |
| 59 | Ó Paí, Ó §                    | 31 de outubro de 2008  | 04 de dezembro de 2009 | 10   | 02    | Jorge Furtado, Guel Arraes, Monique Gardenberg, Banda de Teatro, Olodum, Adriana Falcão                                                               | Monique Gardenberg, Carolina Jabor, Mauro Lima, Olívia Guimarães            | [ 58 ]               |
| 60 | Força-Tarefa                  | 16 de abril de 2009    | 22 de dezembro de 2011 | 30   | 03    | Fernando Bonassi, Marçal Aquino | José Alvarenga Júnior                                                       | [ 59 ]               |
| 61 | Tudo Novo de Novo             | 17 de abril de 2009    | 03 de julho de 2009    | 12   | 01    | Lícia Manzo | Denise Saraceni                                                             | [ 60 ]               |
| 62 | Geral.com                     | 20 de julho de 2009    | 10 de janeiro de 2010  | 10   | 02    | Cláudio Lobato | Roberto Talma                                                               | [ 61 ]               |
| 63 | Decamerão: A Comédia do Sexo  | 31 de julho de 2009    | 21 de agosto de 2009   | 04   | 01    | Jorge Furtado, Guel Arraes | Guel Arraes                                                                 | [ 62 ]               |
| 64 | Aline                         | 01 de outubro de 2009  | 03 de março de 2011    | 12   | 02    | Mauro Wilson | Maurício Farias                                                             | [ 63 ]               |
| 65 | Norma                         | 04 de outubro de 2009  | 18 de outubro de 2009  | 03   | 01    | Maurício Arruda | Luiz Villaça                                                                | [ 64 ]               |
| 66 | Acampamento de Férias §       | 12 de outubro de 2009  | 6 de janeiro de 2012   | 15   | 03    | Renato Aragão, Cláudio Lobato, Manuela Dias | Marcus Figueiredo                                                           | [ 65 ] [ 66 ] [ 67 ] |

### Década de 2010
| #   | Título                            | Início                  | Término                | Cap. | Temp. | Autoria                                                      | Direção                                      | Ref.    |
| --- | --------------------------------- | ----------------------- | ---------------------- | ---- | ----- | ------------------------------------------------------------ | -------------------------------------------- | ------- |
| 67  | S.O.S. Emergência                 | 04 de abril de 2010     | 19 de dezembro de 2010 | 20   | 02    | Marcius Melhem, Daniel Adjafre                               | Mauro Mendonça Filho                         | [ 68 ]  |
| 68  | A Vida Alheia                     | 08 de abril de 2010     | 26 de agosto de 2010   | 20   | 01    | Miguel Falabella, Antônia Pellegrino, Flávio Marinho         | Cininha de Paula, Marco Rodrigo              | [ 69 ]  |
| 69  | Separação?! ‡                     | 09 de abril de 2010     | 24 de setembro de 2010 | 24   | 01    | Fernanda Young, Alexandre Machado                            | José Alvarenga Júnior                        | [ 70 ]  |
| 70  | Afinal, o Que Querem as Mulheres? | 11 de novembro de 2010  | 16 de dezembro de 2010 | 06   | 01    | João Paulo Cuenca, Cecília Giannetti, Michel Melamed         | Luiz Fernando Carvalho                       | [ 71 ]  |
| 71  | O Relógio da Aventura ‡           | 12 de dezembro de 2010  | 9 de janeiro de 2011   | 05   | 01    | Márcio Trigo, Luciana Cardoso                                | Márcio Trigo, Paola Pol Balloussier          | [ 72 ]  |
| 72  | Na Forma da Lei                   | 15 de junho de 2010     | 03 de agosto de 2010   | 08   | 01    | Antônio Calmon, Guilherme Vasconcelos, Leandra Pires         | Wolf Maya                                    | [ 73 ]  |
| 73  | A Cura ‡                          | 10 de agosto de 2010    | 12 de outubro de 2010  | 09   | 01    | João Emanuel Carneiro, Marcos Bernstein                      | Ricardo Waddington, Gustavo Fernandez        | [ 74 ]  |
| 74  | As Cariocas ‡                     | 19 de outubro de 2010   | 21 de dezembro de 2010 | 10   | 01    | Euclydes Marinho                                             | Daniel Filho                                 | [ 75 ]  |
| 75  | Clandestinos: o Sonho Começou     | 04 de novembro de 2010  | 16 de dezembro de 2010 | 07   | 01    | Guel Arraes, João Falcão, Jorge Furtado                      | João Falcão                                  | [ 76 ]  |
| 76  | Batendo Ponto ‡                   | 03 de abril de 2011     | 15 de maio de 2011     | 07   | 01    | Paulo Cursino                                                | José Lavigne                                 | [ 77 ]  |
| 77  | Tapas & Beijos ‡                  | 05 de abril de 2011     | 15 de setembro de 2015 | 169  | 05    | Cláudio Paiva                                                | Maurício Farias                              | [ 78 ]  |
| 78  | Divã ‡                            | 05 de abril de 2011     | 24 de maio de 2011     | 08   | 01    | Marcelo Saback                                               | José Alvarenga Júnior                        | [ 79 ]  |
| 79  | Lara com Z ‡                      | 07 de abril de 2011     | 07 de julho de 2011    | 14   | 01    | Aguinaldo Silva, Maria Elisa Berredo                         | Wolf Maya                                    | [ 80 ]  |
| 80  | Macho Man ‡                       | 08 de abril de 2011     | 16 de dezembro de 2011 | 21   | 02    | Fernanda Young, Alexandre Machado                            | José Alvarenga Júnior                        | [ 81 ]  |
| 81  | A Mulher Invisível ‡              | 31 de maio de 2011      | 20 de dezembro de 2011 | 13   | 02    | Guel Arraes, Cláudio Torres, Mauro Wilson, Leandro Assis     | Cláudio Torres, Carolina Jabor, Selton Mello | [ 82 ]  |
| 82  | As Brasileiras ‡                  | 02 de fevereiro de 2012 | 28 de junho de 2012    | 22   | 01    | Vários                                                       | Daniel Filho, Cris D'Amato, Tizuka Yamazaki  | [ 83 ]  |
| 83  | Louco por Elas ‡                  | 13 de março de 2012     | 18 de junho de 2013    | 44   | 03    | Adriana Falcão, Clarice Falcão, Jô Abdu, Gregório Duvivier   | Flávia Lacerda, Allan Fiterman               | [ 84 ]  |
| 84  | Como Aproveitar o Fim do Mundo §  | 01 de novembro de 2012  | 20 de dezembro de 2012 | 08   | 01    | Fernanda Young, Alexandre Machado                            | José Alvarenga Júnior                        | [ 85 ]  |
| 85  | Suburbia §                        | 1 de novembro de 2012   | 20 de dezembro de 2012 | 08   | 01    | Luiz Fernando Carvalho, Paulo Lins                           | Luiz Fernando Carvalho                       | [ 86 ]  |
| 86  | Pé na Cova §                      | 24 de janeiro de 2013   | 07 de abril de 2016    | 71   | 05    | Miguel Falabella                                             | Roberto Talma                                | [ 87 ]  |
| 87  | O Dentista Mascarado §            | 5 de abril de 2013      | 21 de junho de 2013    | 12   | 01    | Fernanda Young, Alexandre Machado                            | José Alvarenga Júnior                        | [ 88 ]  |
| 88  | A Mulher do Prefeito §            | 4 de outubro de 2013    | 20 de dezembro de 2013 | 08   | 01    | Bernardo Guilherme, Marcelo Gonçalves                        | Luiz Villaça                                 | [ 89 ]  |
| 89  | A Teia §                          | 28 de janeiro de 2014   | 01 de abril de 2014    | 10   | 01    | Bráulio Mantovani, Carolina Kotscho                          | Pedro Vasconcelos Rogério Gomes              | [ 90 ]  |
| 90  | Doce de Mãe ‡                     | 30 de janeiro de 2014   | 08 de maio de 2014     | 14   | 01    | Jorge Furtado, Ana Luiza Azevedo                             | Guel Arraes                                  | [ 91 ]  |
| 91  | O Caçador §                       | 11 de abril de 2014     | 11 de julho de 2014    | 14   | 01    | Fernando Bonassi, Marçal Aquino, José Alvarenga Jr.          | José Alvarenga Jr.                           | [ 92 ]  |
| 92  | Segunda Dama §                    | 15 de maio de 2014      | 10 de julho de 2014    | 09   | 01    | Heloísa Perissé, Isabel Muniz, Paula Amaral                  | Carlos Araújo, Wolf Maya                     | [ 93 ]  |
| 93  | Sexo e as Negas §                 | 16 de setembro de 2014  | 16 de dezembro de 2014 | 13   | 01    | Miguel Falabella                                             | Cininha de Paula                             | [ 94 ]  |
| 94  | Dupla Identidade ‡                | 19 de setembro de 2014  | 19 de dezembro de 2014 | 13   | 01    | Glória Perez                                                 | Mauro Mendonça Filho                         | [ 95 ]  |
| 95  | Chapa Quente §                    | 9 de abril de 2015      | 4 de agosto de 2016    | 43   | 02    | Cláudio Paiva                                                | José Alvarenga Júnior, Flávia Lacerda        | [ 96 ]  |
| 96  | Os Experientes ‡                  | 10 de abril de 2015     | 1 de maio de 2015      | 04   | 01    | Quico Meirelles                                              | Fernando Meirelles, Quico Meirelles          | [ 97 ]  |
| 97  | Amorteamo §                       | 8 de maio de 2015       | 5 de junho de 2015     | 05   | 01    | Newton Moreno, Cláudio Paiva, Guel Arraes                    | Flávia Lacerda                               | [ 98 ]  |
| 98  | Mister Brau §                     | 22 de setembro de 2015  | 12 de junho de 2018    | 54   | 04    | Adriana Falcão, Jorge Furtado                                | Maurício Farias                              | [ 99 ]  |
| 99  | Supermax §                        | 20 de setembro de 2016  | 13 de dezembro de 2016 | 12   | 01    | José Alvarenga Júnior, Fernando Bonassi, Marçal Aquino       | José Alvarenga Júnior                        | [ 100 ] |
| 100 | Nada Será Como Antes §            | 27 de setembro de 2016  | 20 de dezembro de 2016 | 12   | 01    | Guel Arraes, Jorge Furtado                                   | José Luiz Villamarim                         | [ 101 ] |
| 101 | A Cara do Pai §                   | 18 de dezembro de 2016  | 31 de dezembro de 2017 | 15   | 02    | Paulo Cursino, Daniel Adjafre                                | Fabrício Mamberti                            | [ 102 ] |
| 102 | Vade Retro §                      | 20 de abril de 2017     | 29 de junho de 2017    | 11   | 01    | Fernanda Young, Alexandre Machado                            | Mauro Mendonça Filho                         | [ 103 ] |
| 103 | A Fórmula §                       | 6 de julho de 2017      | 24 de agosto de 2017   | 08   | 01    | Marcelo Saback, Mauro Wilson                                 | Flávia Lacerda, Patricia Pedrosa             | [ 104 ] |
| 104 | Sob Pressão ‡                     | 25 de julho de 2017     | 23 de julho de 2024    | 59   | 05    | Luiz Noronha, Cláudio Torres, Renato Fagundes, Jorge Furtado | Andrucha Waddington                          | [ 105 ] |
| 105 | Filhos da Pátria ‡                | 19 de setembro de 2017  | 10 de dezembro de 2019 | 22   | 02    | Bruno Mazzeo                                                 | Maurício Farias, Felipe Joffily              | [ 106 ] |
| 106 | Cidade Proibida §                 | 26 de setembro de 2017  | 19 de dezembro de 2017 | 12   | 01    | Mauro Wilson, Maurício Farias                                | Maurício Farias                              | [ 107 ] |
| 107 | Brasil a Bordo ‡                  | 25 de janeiro de 2018   | 12 de abril de 2018    | 12   | 01    | Miguel Falabella                                             | Cininha de Paula                             | [ 108 ] |
| 108 | Carcereiros ‡                     | 26 de abril de 2018     | 22 de janeiro de 2021  | 33   | 03    | Marçal Aquino, Fernando Bonassi, Dennison Ramalho            | José Eduardo Belmonte                        | [ 109 ] |
| 109 | Pais de Primeira §                | 25 de novembro de 2018  | 30 de dezembro de 2018 | 06   | 01    | Antonio Prata                                                | Luiz Henrique Rios, Flávia Lacerda           | [ 110 ] |
| 110 | Assédio ‡                         | 3 de maio de 2019       | 5 de julho de 2019     | 10   | 01    | Maria Camargo                                                | Amora Mautner                                | [ 111 ] |
| 111 | Cine Holliúdy ‡                   | 7 de maio de 2019       | 13 de julho de 2023    | 33   | 03    | Marcio Wilson, Claudio Paiva                                 | Patricia Pedrosa                             | [ 112 ] |
| 112 | Segunda Chamada ‡                 | 8 de outubro de 2019    | 27 de setembro de 2023 | 17   | 02    | Carla Faour, Julia Spadaccini, Jô Bilac                      | Joana Jabace                                 | [ 113 ] |

### Década de 2020
| #   | Título                          | Início                 | Término                | Cap. | Temp. | Autoria                                                    | Direção                                                                                        | Ref.    |
| --- | ------------------------------- | ---------------------- | ---------------------- | ---- | ----- | ---------------------------------------------------------- | ---------------------------------------------------------------------------------------------- | ------- |
| 113 | Aruanas ‡                       | 28 de abril de 2020    | 11 de julho de 2023    | 20   | 02    | Estela Renner, Marcos Nisti                                | Carlos Manga Jr, André Felipe Binder                                                           | [ 114 ] |
| 114 | Diário de Um Confinado ‡        | 4 de julho de 2020     | 25 de julho de 2020    | 04   | 01    | Bruno Mazzeo, Joana Jabace                                 | Joana Jabace                                                                                   | [ 115 ] |
| 115 | Hebe ‡                          | 30 de julho de 2020    | 1 de outubro de 2020   | 10   | 01    | Carolina Kotscho                                           | Maurício Farias                                                                                | [ 116 ] |
| 116 | Amor e Sorte §                  | 8 de setembro de 2020  | 29 de setembro de 2020 | 04   | 01    | Jorge Furtado                                              | Patricia Pedrosa, Andrucha Waddington                                                          | [ 117 ] |
| 117 | Vai que Cola §                  | 21 de dezembro de 2020 | Em Exibição            | —    | —     | Leandro Soares                                             | César Rodrigues, João Fonseca, Aaron Salles Torres, Regis Faria, Carlo Milani, Silvio Guindane | [ 118 ] |
| 118 | Shippados ‡                     | 12 de Janeiro de 2021  | 29 de janeiro de 2021  | 12   | 01    | Alexandre Machado, Fernanda Young                          | Patricia Pedrosa                                                                               |         |
| 119 | Todas as Mulheres do Mundo ‡    | 2 de fevereiro de 2021 | 20 de abril de 2021    | 12   | 01    | Domingos Oliveira, Maria Ribeiro                           | Patricia Pedrosa                                                                               |         |
| 120 | Arcanjo Renegado ‡              | 4 de fevereiro de 2021 | 8 de abril de 2021     | 10   | 01    | José Junior                                                | Heitor Dhalia                                                                                  | [ 119 ] |
| 121 | Ilha de Ferro ‡                 | 9 de agosto de 2021    | 10 de novembro de 2022 | 22   | 02    | Max Mallmann, Adriana Lunardi                              | Afonso Poyart                                                                                  | [ 120 ] |
| 122 | Desalma ‡                       | 25 de outubro de 2021  | 29 de outubro de 2021  | 05   | 01    | Ana Paula Maia                                             | Carlos Manga Jr                                                                                | [ 121 ] |
| 123 | As Five ‡                       | 26 de outubro de 2021  | 25 de novembro de 2021 | 10   | 01    | Cao Hamburger                                              | Fabrício Mamberti, Cao Hamburger.                                                              | [ 122 ] |
| 124 | Eu, a Vó e a Boi ‡              | 22 de novembro de 2021 | 26 de novembro de 2021 | 05   | 01    | Miguel Falabella, Eduardo Hanzo                            | Paulo Silvestrini                                                                              | [ 123 ] |
| 125 | Filhas de Eva ‡                 | 12 de julho de 2022    | 18 de agosto de 2022   | 12   | 01    | Adriana Falcão, Jô Abdu, Martha Mendonça, Nelito Fernandes | Leonardo Nogueira                                                                              | [ 124 ] |
| 126 | Família Paraíso §               | 16 de outubro de 2022  | 10 de setembro de 2023 | 17   | 02    | Jovane Nunes, Victor Leal                                  | César Rodrigues                                                                                | [ 125 ] |
| 127 | Onde Está Meu Coração ‡         | 31 de janeiro de 2023  | 04 de abril de 2023    | 10   | 01    | George Moura, Sergio Goldenberg                            | Luísa Lima                                                                                     | [ 126 ] |
| 128 | Histórias (Im)Possíveis         | 6 de março de 2023     | 20 de novembro de 2023 | 05   | 01    | Renata Martins, Jaqueline Souza, Grace Passô               | Luísa Lima                                                                                     | [ 127 ] |
| 129 | Encantado's ‡                   | 2 de maio de 2023      | Em exibição            | 37   | 03    | Renata Andrade, Thais Pontes                               | Henrique Sauer                                                                                 | [ 128 ] |
| 130 | Rensga Hits! ‡                  | 21 de agosto de 2023   | Em exibição            | 16   | 02    | Carolina Alckmin, Denis Nielsien                           | Leandro Nieri, Natália Warth                                                                   | [ 129 ] |
| 131 | Os Outros ‡                     | 18 abril de 2024       | Em exibição            | 24   | 02    | Lucas Paraizo                                              | Luisa Lima                                                                                     | [ 130 ] |
| 132 | No Corre §                      | 28 de abril de 2024    | 21 de julho de 2024    | 10   | 01    | Calvito Leal, Eduardo Vaisman, José Francisco Tapajós      | Calvito Leal, Eduardo Vaisman                                                                  | [ 131 ] |
| 133 | Tô Nessa ‡                      | 13 de outubro de 2024  | Em Exibição            | 10   | 01    | Jorge Furtado, Regina Casé                                 | Fabricio Mamberti                                                                              | [ 132 ] |
| 134 | As Aventuras de José e Durval ‡ | 22 de outubro de 2024  | 14 de novembro de 2024 | 08   | 01    | Hugo Prata                                                 | Hugo Prata                                                                                     | [ 133 ] |
| 135 | O Século do Globo ‡             | 8 de julho de 2025     | 11 de julho de 2025    | 05   | 01    | Pedro Bial                                                 | Gian Carlo Bellotti                                                                            | [ 134 ] |